# Scolopsis aurata
Scolopsis aurata — вид окунеподібних риб родини Ниткопері (Nemipteridae). Риба поширена в Індійському океані біля берегів Мальдів, Шрі-Ланки та Індонезії. Це морський тропічний вид, що мешкає серед коралових рифів на глибині до 30 м. Тіло сріблято-сіре, на спині темно-синє, морді темна, від очей до носа простягується блакитна смуга. Тіло завдовжки до 26 см, в середньому 18 см.